# Marchington Woodlands
Marchington Woodlands – wieś w Anglii, w hrabstwie Staffordshire, w dystrykcie East Staffordshire. Leży 20 km na wschód od miasta Stafford i 190 km na północny zachód od Londynu.